# Wildberg, Baden-Württemberg
Wildberg là một thị trấn nằm ở huyện Calw, thuộc bang Baden-Württemberg, Đức